# Nederlandse kampioenschappen indooratletiek 1994
De Nederlandse kampioenschappen indooratletiek 1994 werden op 19 en 20 februari in de Houtrusthallen in Den Haag gehouden.

## Uitslagen

### 60 m
| rang   | atleet         | prestatie |
| ------ | -------------- | --------- |
| Goud   | Miguel Janssen | 6,81 s    |
| Zilver | Patrick Snoek  | 6,88 s    |
| Brons  | René Dhore     | 6,93 s    |

| rang   | atlete             | prestatie |
| ------ | ------------------ | --------- |
| Goud   | Nelli Cooman       | 7,23 s    |
| Zilver | Jacqueline Poelman | 7,32 s    |
| Brons  | Claudia Elissen    | 7,52 s    |

### 200 m
| rang   | atleet              | prestatie |
| ------ | ------------------- | --------- |
| Goud   | Miguel Janssen      | 21,53 s   |
| Zilver | Clement Moe         | 21,85 s   |
| Brons  | Philip van der Meer | 21,96 s   |

| rang   | atlete             | prestatie |
| ------ | ------------------ | --------- |
| Goud   | Jacqueline Poelman | 23,63 s   |
| Zilver | Karin de Lange     | 24,00 s   |
| Brons  | Angelique Smit     | 24,25 s   |

### 400 m
| rang   | atleet            | prestatie |
| ------ | ----------------- | --------- |
| Goud   | Ferry Groffen     | 48,58 s   |
| Zilver | Eric Roeske       | 48,70 s   |
| Brons  | Dave Elderenbosch | 48,75 s   |

| rang   | atlete            | prestatie |
| ------ | ----------------- | --------- |
| Goud   | Ester Goossens    | 54,53 s   |
| Zilver | Gretha Tromp      | 54,67 s   |
| Brons  | Marianne de Vries | 55,08 s   |

### 800 m
| rang   | atleet       | prestatie |
| ------ | ------------ | --------- |
| Goud   | Léon Haan    | 1.51,73   |
| Zilver | René Jacobs  | 1.52,37   |
| Brons  | Xander Rijen | 1.52,62   |

| rang   | atlete          | prestatie |
| ------ | --------------- | --------- |
| Goud   | Stella Jongmans | 2.08,80   |
| Zilver | Ineke Dieperink | 2.10,81   |
| Brons  | Majelle Laman   | 2.12,67   |

### 1500 m
| rang   | atleet           | prestatie |
| ------ | ---------------- | --------- |
| Goud   | Robin van Helden | 3.47,65   |
| Zilver | Simon Vroemen    | 3.47,78   |
| Brons  | Frank Wiegman    | 3.49,18   |

| rang   | atlete          | prestatie |
| ------ | --------------- | --------- |
| Goud   | Stella Jongmans | 4.28,55   |
| Zilver | Elly van Hulst  | 4.29,00   |
| Brons  | Silvia Kruijer  | 4.33,32   |

### 3000 m
| rang   | atleet       | prestatie |
| ------ | ------------ | --------- |
| Goud   | Luc Krotwaar | 7.54,02   |
| Zilver | Marcel Laros | 7.54,56   |
| Brons  | René Godlieb | 7.56,64   |

### 5000 m snelwandelen
| rang   | atleet          | prestatie |
| ------ | --------------- | --------- |
| Goud   | Harold van Beek | 21.23,04  |
| Zilver | Ton van Andel   | 22.28,76  |
| Brons  | Henk Plasman    | 23.08,62  |

### 60 m horden
| rang   | atleet        | prestatie |
| ------ | ------------- | --------- |
| Goud   | Robin Korving | 7,94 s    |
| Zilver | James Sharpe  | 8,11 s    |
| Brons  | Sven Ootjers  | 8,18 s    |

| rang   | atlete            | prestatie |
| ------ | ----------------- | --------- |
| Goud   | Ine Langenhuizen  | 8,43 s    |
| Zilver | Gretha Tromp      | 8,60 s    |
| Brons  | Mariette van Aken | 8,62 s    |

### hoogspringen
| rang   | atleet       | prestatie |
| ------ | ------------ | --------- |
| Goud   | Sven Ootjers | 2,16 m    |
| Zilver | Björn Groen  | 2,13 m    |
| Brons  | Eric de Vos  | 2,13 m    |

| rang   | atlete             | prestatie |
| ------ | ------------------ | --------- |
| Goud   | Saskia Oversluizen | 1,76 m    |
| Zilver | Hendrike Schut     | 1,73 m    |
| Zilver | Sandra Royackers   | 1,73 m    |

### hink-stap-springen
| rang   | atleet            | prestatie |
| ------ | ----------------- | --------- |
| Goud   | Arthur Lynch      | 15,49 m   |
| Zilver | Dirk Jan Roedoe   | 14,84 m   |
| Brons  | Giovanni Stjeward | 14,79 m   |

| rang   | atlete             | prestatie |
| ------ | ------------------ | --------- |
| Goud   | Mieke van der Kolk | 12,10 m   |
| Zilver | Annemarie Hendriks | 11,96 m   |
| Brons  | Ingrid van Lingen  | 11,86 m   |

### polsstokhoogspringen
| rang   | atleet         | prestatie |
| ------ | -------------- | --------- |
| Goud   | Laurens Looije | 5,30 m    |
| Zilver | Richard Coté   | 5,10 m    |
| Brons  | Marcel Dost    | 5,00 m    |

| rang   | atlete          | prestatie |
| ------ | --------------- | --------- |
| Goud   | Kirsti Mekking  | 3,40 m    |
| Zilver | Linda van Duyne | 2,70 m    |
| Brons  | Agnes van Aarle | 2,20 m    |

* Demonstratienummer

### verspringen
| rang   | atleet           | prestatie |
| ------ | ---------------- | --------- |
| Goud   | Frans Maas       | 7,63 m    |
| Zilver | Randy Sedoc      | 7,63 m    |
| Brons  | Ellsworth Manuel | 7,58 m    |

| rang   | atlete             | prestatie |
| ------ | ------------------ | --------- |
| Goud   | Mieke van der Kolk | 6,07 m    |
| Zilver | Anja Mulder        | 5,96 m    |
| Brons  | Deborah den Boer   | 5,87 m    |

### kogelstoten
| rang   | atleet          | prestatie |
| ------ | --------------- | --------- |
| Goud   | Paul Aldershof  | 16,28 m   |
| Zilver | Stein Kuiper    | 16,25 m   |
| Brons  | Ruben van Balen | 15,32 m   |

| rang   | atlete          | prestatie |
| ------ | --------------- | --------- |
| Goud   | Corrie de Bruin | 17,30 m   |
| Zilver | Linda Tukkers   | 15,24 m   |
| Brons  | Lieja Koeman    | 14,44 m   |

1969 · 
1970 · 
1971 · 
1972 · 
1973 · 
1974 · 
1975 · 
1976 · 
1977 · 
1978 · 
1979 ·
1980 · 
1981 · 
1982 · 
1983 · 
1984 · 
1985 · 
1986 · 
1987 · 
1988 · 
1989 · 
1990 · 
1991 · 
1992 · 
1993 · 
1994 · 
1995 · 
1996 · 
1997 · 
1998 · 
1999 · 
2000 · 
2001 · 
2002 · 
2003 · 
2004 · 
2005 · 
2006 · 
2007 · 
2008 · 
2009 · 
2010 · 
2011 · 
2012 · 
2013 · 
2014 ·
2015 ·
2016 ·
2017 ·
2018 ·
2019 · 
2020 · 
2021 · 
2022 · 
2023 · 
2024 · 
2025